# Линчевание в Дулуте
15 июня 1920 года трое афроамериканских циркачей: Элиас Клейтон, Элмер Джексон и Исаак МакГи, подозреваемые в нападении, были взяты из тюрьмы и линчёваны многотысячной белой толпой в Дулуте, штат Миннесота. Ходили слухи, что шестеро афроамериканцев изнасиловали и ограбили девятнадцатилетнюю белую женщину. Врач, осмотревший её, не обнаружил никаких физических доказательств изнасилования.
Линчевание 1920 года — единственный известный случай линчевания афроамериканцев в Миннесоте. Двадцать других случаев линчевания были также зарегистрированы в Миннесоте, в них преследовали в основном коренных американцев и белых. Трое мужчин были осуждены за массовые беспорядки, но ни один из них не отсидел более пятнадцати месяцев. Никто никогда не был привлечён к ответственности за убийства.
Штат Миннесота принял закон против линчевания в апреле 1921 года, и с тех пор линчевания в Миннесоте не зарегистрировано. В 2003 году в городе Дулут был установлен памятник погибшим от линчевания. В 2020 году Макс Мейсон, осуждённый судом после линчевания, получил первое в истории штата посмертное помилование.

## Исторический фон
Промышленный город Дулут быстро рос в начале 20 века, привлекая многих иммигрантов из Европы. К 1920 году одна треть его населения в 100 000 человек была иностранцами, иммигрантами из Скандинавии, Германии, Польши, Италии, Австро-Венгрии и Российской империи. Многие иммигранты жили в Западном Дулуте, рабочей части города. Афроамериканское сообщество в городе было небольшим, с общим населением 495 человек, но некоторые из них были наняты US Steel, основным работодателем в этом районе.
В сентябре 1918 года финский иммигрант по имени Олли Кинкконен был линчёван в Дулуте якобы за уклонение от военной службы в Первой мировой войне, в которую недавно вступили Соединённые Штаты. Кинкконена нашли мёртвым, покрытым смолой и перьями, повешенным на дереве в парке Лестер. Власти не предъявляли обвинений в убийстве; они утверждали, что он покончил жизнь самоубийством после позора того, что его обмазали дёгтем и перьями.
Во время и сразу после Первой мировой войны большая часть чернокожих начала Великую миграцию с аграрного Юга на промышленный Север, чтобы избежать расового насилия и получить больше возможностей для работы, образования и голосования. Афроамериканцы конкурировали с иммигрантами из рабочего класса и этническими белыми за рабочие места более низкого уровня. Многие считали, что чёрные мигранты угрожают их работе и зарплате.
Период после Первой мировой войны был разрушительным для Соединённых Штатов, поскольку многие ветераны стремились вернуться на рынок труда и в общество. У правительства не было программы, чтобы помочь им. Расовый антагонизм вспыхнул в 1919 году в виде расовых беспорядков белых против чёрных во многих городах США; его назвали Красным летом 1919 года. В отличие от действий против линчующих толп на Юге, чернокожие в Чикаго и других городах отражали эти нападения. 

## Событие
14 июня 1920 года цирк Джона Робинсона прибыл в Дулут для бесплатного участия в параде и однодневного представления. Два местных белых подростка, Ирэн Таскен, 19 лет, и Джеймс «Джимми» Салливан, 18 лет, встретились в цирке и оказались за шапито, наблюдая, как чернокожие рабочие разбирают палатку зверинца, загружают фургоны и вообще готовят цирк к выступлению. двигаться дальше. Неизвестно, что произошло между Таскен, Салливаном и рабочими. Позже той же ночью Салливан сообщил своему отцу, что он и Таскен подверглись нападению, и что Таскен была изнасилована и ограблена пятью или шестью чернокожими работниками цирка, которые были частью команды. 
Ранним утром 15 июня начальнику полиции Дулута Джону Мёрфи позвонил отец Джеймса Салливана и сообщил, что шестеро чернокожих работников цирка держали под дулом пистолета его сына и подругу, а затем изнасиловали и ограбили Ирэн Таскен. Шеф Мёрфи выстроил всех 150 или около того развозчиков, работников общественного питания и реквизиторов на обочине путей и попросил Салливана и Таскена опознать нападавших. Полиция арестовала шестерых темнокожих мужчин как подозреваемых в связи с изнасилованием и грабежом и поместила их под стражу в городской тюрьме.
Утверждение Салливана об изнасиловании Таскен было поставлено под сомнение. Когда её осмотрел её врач, доктор Дэвид Грэм, утром 15 июня, он не нашёл никаких вещественных доказательств изнасилования или нападения.
Газеты печатали статьи о предполагаемом изнасиловании; в белом сообществе распространились слухи об этом, в том числе о том, что Таскен умирает от полученных травм. В тот вечер толпа численностью от 1000 до 10 000 человек сформировалась возле городской тюрьмы Дулута. Сообщается, что католический священник пытался удержать их, но безрезультатно.
Комиссар общественной безопасности Дулута Уильям Ф. Мурниан приказал полиции не использовать оружие для защиты заключённых. Толпа использовала тяжёлые брёвна, кирпичи и перила, чтобы выбить двери и окна, вытащив шестерых чернокожих из их камер. Толпа схватила Элиаса Клейтона, Элмера Джексона и Исаака МакГи. Они вывели их и линчевали за изнасилование Таскен судом кенгуру. Толпа отвела троих мужчин за один квартал до пересечения 1-й улицы и 2-й авеню Ист, где избила их и повесила на фонарном столбе.
На следующий день Национальная гвардия Миннесоты прибыла в Дулут, чтобы обезопасить территорию и охранять выживших заключённых, а также ещё десять чернокожих подозреваемых, которых полиция арестовала в цирке на его следующей остановке. Их перевели под усиленной охраной в тюрьму округа Сент-Луис.

## Последствия

### Реакция
Убийства попали в заголовки газет по всей стране. «Чикаго Ивнинг Пост » писала: «Это преступление северного штата, столь же чёрное и уродливое, как и любое другое, которое навлекло на Юг дурную славу. Власти Дулута осуждены в глазах нации». Статья в Minneapolis Journal обвинила толпу линчевателей в том, что она наложила «пятно на имя Миннесоты», заявив: «Внезапное разгорание расовой страсти, являющееся упрёком Юга, также может произойти, как мы теперь узнаём в горечь унижения в Миннесоте».
Газета «Эли Майнер» от 15 июня сообщила, что через залив в Верхнем, штат Висконсин, исполняющий обязанности начальника полиции заявил: «Мы собираемся выгнать всех праздных негров из Верхнего, и они не будут вмешиваться». Сколько было вытеснено, неизвестно. Все чернокожие, работавшие на карнавале в Верхнем, были уволены и им приказали покинуть город.
Видные чернокожие Дулута жаловались, что город не защитил циркачей. Мэр, комиссар общественной безопасности и начальник полиции подверглись критике за то, что им не удалось разогнать толпу до того, как она стала такой могущественной. Для расследования линчевания было созвано специальное большое жюри. В нём говорилось, что Мурниан «некомпетентен», а полицейское управление нуждается в «капитальном ремонте».

### Испытания
Двумя днями позже, 17 июня, судья Уильям Кант и большое жюри с трудом определили главных заводил  толпы. В конце концов большое жюри вынесло тридцать семь обвинительных актов линчевателям. Двадцать пять было вынесено за беспорядки и двенадцать за убийство первой степени. Некоторым мужчинам были предъявлены обвинения по обоим пунктам обвинения. Трое мужчин: Луи Дондино, Карл Хаммерберг и Гилберт Стивенсон были осуждены за беспорядки; ни один из них не отсидел более 15 месяцев в тюрьме. Никто не был привлечён к ответственности за убийство трёх чернокожих мужчин.
Преследование продолжалось в отношении других чернокожих работников цирка. Несмотря на отсутствие существенных вещественных доказательств, семь мужчин были обвинены в изнасиловании. NAACP выразила городу протест по поводу линчевания. Она наняла адвокатов для мужчин, и обвинения были сняты с пятерых из семи. Макса Мэйсона и Уильяма Миллера судили за изнасилование. Миллера оправдали, но Мейсона осудили и приговорили к тюремному заключению на срок от семи до тридцати лет. Он был уроженцем Декейтера, штат Джорджия, и путешествовал с цирком в качестве рабочего. Он безуспешно обжаловал своё дело. Он был заключён в государственную тюрьму Стилуотер, отбыв четыре года, с 1921 по 1925 год. Его освободили при условии, что он покинет штат.

### Закон против линчевания
Уильям Т. Фрэнсис, помощник адвоката Макса Мэйсона, был поверенным из Сент-Пола. Он и его жена Нелли Фрэнсис продолжали работать после судебного процесса по закону о борьбе с линчеванием, который прошёл в штате Миннесота в апреле 1921 года. Закон предусматривал компенсацию «родственникам жертв и отстранённым от должности сотрудникам полиции, не сумевшим защитить заключённых от погромщиков». С тех пор в штате не было линчевания. Закон против линчевания был отменён в Миннесоте в 1984 году. Однако Закон о гражданских правах 1968 года гарантировал, что преступления на почве ненависти по признаку расы могут преследоваться в судебном порядке на федеральном уровне. В Миннесоте также действует закон о преступлениях на почве ненависти, который обеспечивает сотрудничество с федеральным правительством для судебного преследования лиц, совершивших преступления на почве ненависти, определённые в Законе о гражданских правах 1968 года.

## Наследие
Внучатый племянник Ирэн Таскен с 2020 года является начальником полицейского управления Дулута.

### Мемориал
Жители Дулута начали работать над тем, чтобы почтить память жертв линчевания. Комитет по стипендиям Клейтона Джексона МакГи учредил фонд в 2000 г. и присудил свою первую стипендию в 2005 г.
10 октября 2003 года в Дулуте площадь и статуи были посвящены трём убитым мужчинам. Бронзовые статуи являются частью мемориала через дорогу от места линчевания. Мемориал Клейтона Джексона Макги был спроектирован и создан Карлой Дж. Стетсон в сотрудничестве с редактором и писателем Энтони Пейтон-Портером.

На открытии мемориала тысячи жителей Дулута и окрестностей собрались на церемонию. Последним оратором на церемонии был Уоррен Рид, правнук одного из самых видных лидеров линчевателей:
Это была давняя семейная тайна, и глубоко запрятанный позор был поднят на поверхность и разгадан. Мы никогда не узнаем судьбы и наследие, которые эти люди выбрали бы для себя, если бы им позволили сделать этот выбор. Но я знаю одно: их существование, пусть краткое и жестоко прерванное, навсегда вплетено в ткань моей собственной жизни. Мой сын будет продолжать расти в атмосфере терпимости, понимания и смирения, теперь с еще большей уместностью, чем раньше.
Рид написал мемуары, в которых исследует то, как он узнал о роли своего прадеда в линчевании, а также о своём решении найти и связаться с потомками Элмера Джексона, одного из мужчин, убитых той ночью. Книга Рида «Линчер во мне» была опубликована в марте 2008 г.

### 100-летняя годовщина
15 июня 2020 года, в 100-летие линчевания, губернатор Миннесоты Тим Уолз посетил мемориал и издал прокламацию, в которой этот день был признан Днём памяти Элиаса Клейтона, Элмера Джексона и Исаака МакГи. В своём воззвании Уолц заявил: «Основополагающие принципы нашего государства и нации были ужасно и непростительно нарушены 15 июня 1920 года, когда Элиас Клейтон, Элмер Джексон и Исаак МакГи, трое чернокожих, были неправомерно обвинены в преступлении» и «Мы не должны допустить повторения таких межобщинных злодеяний. Все должны знать об этой трагической истории». Он сравнил линчевание с убийством Джорджа Флойда в Миннеаполисе за три недели до этого.

### Культурные отсылки
Первый куплет песни 1965 года «Desolation Row» Боба Дилана, родившегося в Дулуте, напоминает о линчеваниях в Дулуте:
They're selling postcards of the hanging
They're painting the passports brown
The beauty parlor is filled with sailors
The circus is in town.
 
Дилан родился в Дулуте и вырос в Хиббинге, в 60 миль (97 км) к северо-западу от Дулута. Его отцу, Абраму Циммерману, в июне 1920 года было девять лет, и он жил в двух кварталах от места линчевания.

### Посмертное помилование
В 2020 году во время протестов Джорджа Флойда генеральный прокурор Миннесоты Кейт Эллисон предложил, чтобы связанный с этим приговор 1920 года Максу Мэйсону, чернокожему мужчине, осужденному за изнасилование 18-летней женщины, был ложным обвинением и должен быть отменён. 12 июня 2020 года Совет по помилованию Миннесоты предоставил Максу Мэйсону первое посмертное помилование в истории штата Миннесота. В 1920 году Мейсон, работавший в том же бродячем цирке, что и остальные трое, которых линчевали, был признан виновным в изнасиловании и приговорён к 30 годам тюремного заключения. Он был освобождён из тюрьмы в 1925 году при условии, что он не вернётся в Миннесоту в течение 16 лет.